# جيريمي جوردن
جيريمي جوردن (بالإنجليزية: Jeremy Jordan)‏ (و. 1990 – م) هو مغني، وممثل، من الولايات المتحدة الأمريكية، ولد في هاموند.

## وصلات خارجية
- جيريمي جوردن على موقع IMDb (الإنجليزية)
- جيريمي جوردن على موقع ميوزك برينز (الإنجليزية)
- جيريمي جوردن على موقع أول موفي (الإنجليزية)
- جيريمي جوردن على موقع قاعدة بيانات الأفلام السويدية (السويدية)
- جيريمي جوردن على موقع إن إن دي بي (الإنجليزية)
- جيريمي جوردن على موقع أول ميوزيك (الإنجليزية)
- جيريمي جوردن على موقع ديسكوغز (الإنجليزية)
- جيريمي جوردن على موقع قاعدة بيانات الفيلم (الإنجليزية)
- جيريمي جوردن على موقع كينوبويسك (الروسية)